# Bunk Johnson
William Geary Johnson (New Orleans, 27 december 1879(?) – New Iberia, 7 juli 1949) was een Amerikaanse jazzmuzikant (kornet, trompet) van de traditionele jazz.

## Biografie
Johnson behoorde tot de eerste generatie jazzkornettisten rond Buddy Bolden, Freddie Keppard en King Oliver. Er bestaat een vermoeden, dat hij uit tot dusver onduidelijke redenen zijn geboortejaar 10 jaar later had gezet en werkelijk in 1889 werd geboren. Rond de eeuwwisseling trad hij ogenschijnlijk op in de band van Adam Olivier, die hij echter wegens zijn gebrekkige notenkennis verliet om o.a. te gaan spelen bij Buddy Bolden. Hij speelde rond 1910 in New Orleans in het Superior Orchestra von Billy Marrero, wisselde in hetzelfde jaar naar Dusens Eagle Band om daarna te spelen bij Clarence Williams. In 1916 speelde hij met het Royal Orchestra in Lake Charles, in 1917 in Baton Rouge. Daarna toerde hij met een vaudeville-minstrel show en met een circus.
Na de jaren 1920 was hij lid van de Black Eagle Band en toerde hij ook met de Banner Band. In 1931 kwam het tot een incident met grote gevolgen, toen de Black Eagle Band tijdens een concert werd betrokken bij een ruzie, waarbij een bandlid werd gedood en nagenoeg meerdere instrumenten van de band werden vernield. Bunk Johnson verloor naast zijn instrumenten een groot gedeelte van zijn tanden en vestigde zich in 1932 in New Iberia. Met de overgang naar het swingtijdperk was hij gedwongen om zijn levensonderhoud te verdienen als o.a. vrachtwagenchauffeur, arbeider en muziekleraar voor kinderen. Daardoor raakte hij in de vergetelheid.
In 1937 namen dan echter de auteurs William 'Bill' Russell en Frederick Ramsey jr. van het boek Jazzmen contact op met Bunk Johnson en bezorgden hem een nieuw gebit via de als tandarts werkzaam zijnde broer van Sidney Bechet en een nieuw instrument. Tot 1942 werkte hij op plantages in Louisiana, voordat hij dan op initiatief van Bill Russell op 11 juni 1942 in New Orleans platen opnam met George Lewis (klarinet), Jim Robinson (trombone), Walter Decou (piano), Lawrence Marrero (banjo), Austin Young (bass) en Ernest Rogers (drums) en een stormachtige comeback beleefde. In 1943 speelde hij met de Yerba Blues Band van Lu Watters, concerteerde hij in 1945 in Boston met Sidney Bechet en vervolgens tot 1947 met Baby Dodds en George Lewis in New York. Hij was maatgevend betrokken bij de revival van de dixielandjazz en in dat jaar bij een veelheid plaatopnamen in New Orleans, San Francisco, Boston, New York en Minneapolis, voordat hij zich na een eerste infarct in 1948 terugtrok.

## Overlijden
Bunk Johnson overleed in juli 1949 op 69-jarige leeftijd.

## Discografie
- 1943-1944: Bunk Johnson in San Francisco (American Music Records)
- 1944: Bunk Johnson 1944 (American Music Records)
- 1945: Bunk's Brass Band and dance Band 1945 (American Music Records)
- 1947: Last Testament (Delmark)